# Clot de Galvany

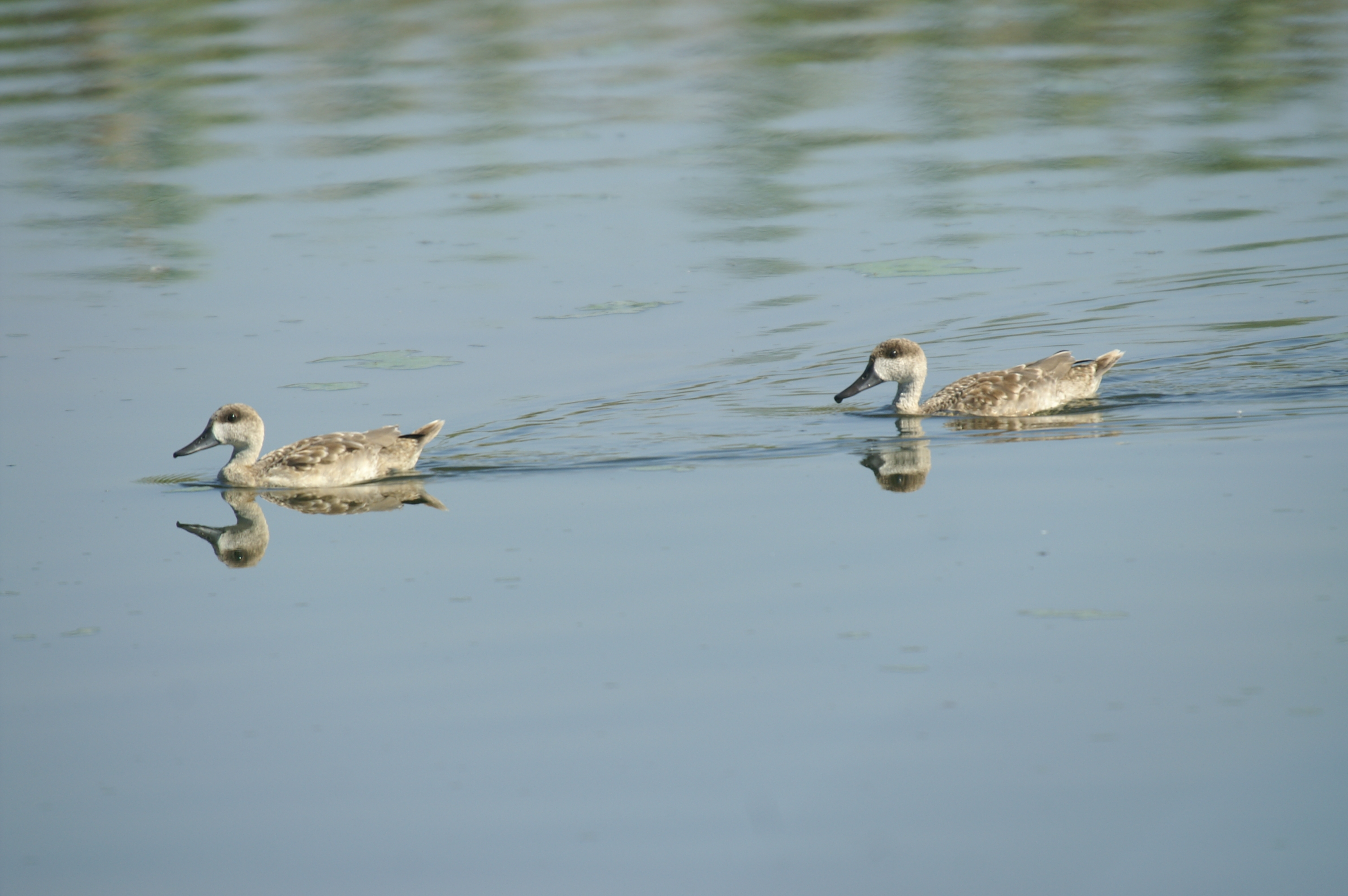
Cercetas pardillas en el Clot de Galvany

El Clot de Galvany es un espacio natural protegido con la categoría de paraje natural municipal y una superficie de 366,31 ha localizado en las partidas rurales de Los Arenales del Sol (pedanía de Elche), Balsares (pedanía de Elche) y Gran Alacant (pedanía de Santa Pola), en la provincia de Alicante (España).
Este paraje es un enclave de gran valor ambiental. En él se pueden distinguir diferentes ecosistemas, que contienen una flora y fauna de gran relevancia a escala autonómica e incluso estatal. Así podemos destacar la presencia de especies de avifauna como la cerceta pardilla, la garcilla cangrejera, la malvasía cabeciblanca y el porrón pardo.
Entre los anfibios destacan el sapo corredor y la rana común, así como una gran variedad de reptiles.
Así mismo, este paraje destaca por la presencia de diversas comunidades florales dunares, saladares y comunidades palustres, destacando endemismos como limonium furfuraceum, limonium parvibracteatum y limonium santapolense.
El Clot de Galvany alberga asimismo la mejor formación dunar de la provincia de Alicante y una de las mejores de la Comunidad Valenciana, con un sistema de dunas móviles, semifijas y fijas, que en tiempos pretéritos y desde la década de 1960 fueron destruidas por la intensa actividad urbanística desarrollada en el contexto del fuerte crecimiento de la demanda residencial vinculada a la intensa actividad turística de las zonas litorales ilicitanas.
Fue declarado paraje natural municipal por acuerdo del Consejo de la Generalidad Valenciana el 21 de enero de 2005. Asimismo, se halla incluido en el catálogo de zonas húmedas, aprobado mediante acuerdo de 10 de septiembre de 2002 del Consejo de la Generalidad.

## Presión urbana
Actualmente este paraje natural se encuentra sometido a una altísima presión urbanística. Por el norte se topa con la construcción de 3200 viviendas en Los Arenales del Sol que han ocupado la sierra que separaba este paraje con el mar y por el sur con la construcción de innumerables bungalós y apartamentos en Gran Alacant.